# バイオバンク
バイオバンク(英: biobank)とは、（通常はヒト由来の）生体試料を研究目的で保管する機関。個別化医療のような先端的医学研究を支える重要な資源となっている。その一方、プライバシー、研究倫理、医学倫理に関する様々な議論を呼び起こしている。

## 定義
「バイオバンク」という言葉は様々な意味で用いられてきたが、1つの定義として「体系化したシステムにおいて保管された、ある集団（または集団内の部分集団）の生体試料とそれに付随する情報のコレクション」と言える。バイオバンクと言えば通常はヒト由来生体試料の収集保管施設を指し、植物、動物、微生物、その他のヒト以外の生体試料の収集保管施設はバイオリソースセンターと呼ばれることが多い。

## 背景
20世紀までの医学研究者は、研究に必要な生体試料を各人で収集しており、それを恒常的によその研究室と共有するようなことは特段の目的としていなかった。たとえば遺伝疾患を研究する際には、その疾患と関係していることが期待されている遺伝子（たとえば乳がんに対してBRCA1やBRCA2）のみを考慮していた。
ところが1990年代後半までに、少なくとも部分的には遺伝的要因によって引き起こされるような疾患が多くある一方で、特定の遺伝子の欠陥だけで引き起こされる疾患は少ないということが認識されるようになった。たいていの遺伝疾患は、複数の遺伝子におきる様々な要因によって引き起こされるということであり、1つの遺伝子だけに注目する戦略は非効率的である。一方技術の進展によって、1つの遺伝子を調べるコストとゲノム全体を調べるコストが大差なくなったため、遺伝情報を調べようとする際に1遺伝子よりずっと大量の情報を得るようになった。このようにして何らかの目的のために得られたゲノム全体の遺伝情報は、もともとの目的以外の様々な遺伝学的研究の役に立つのである。
この新しいやり方では大量の遺伝子型データを収集できるが、しかし関係する表現型データを収集する仕組みも必要である。遺伝子型データは血液検体のような生体試料から簡単に得られるのに対し、表現型データは検体提供者に対する問診や測定など過程を踏まねばならないし、それを遺伝型データと結びつける際に生体試料提供者の権利（プライバシー、知る権利など）をどうやってどの程度に守るのかといった倫理面での問題も解決しなければならない。こうした課題を解決し、遺伝型データと表現型データを蓄積し、それらを必要とする研究者に広く利用可能にするのがバイオバンクである。

## 倫理
バイオバンクにまつわる倫理面の課題には、生体試料提供者のプライバシー権、生体試料とそれに由来するデータの所有権、研究成果を提供者がどの程度知ることができるか、提供者がどの程度研究に同意できるか、などがある。研究への同意（インフォームドコンセント）という観点では、バイオバンクは通常将来にわたる複数の研究のために試料とデータを収集するので、そのそれぞれについて同意を得ることは現実的でない。様々な研究目的に対する広範な1回限りの同意は、倫理的あるいは法的な要求を満たさない可能性について議論されている。

## 大規模なバイオバンクの実例
- バイオバンク・ジャパン（約25万人）
- 東北メディカル・メガバンク計画（約15万人）
- UKバイオバンク（約50万人）
- China Kadoorie Biobank （約51万人）
- Finngen （約50万人・目標）